# TIMOCOM
A TIMOCOM GmbH egy németországi IT-vállalat, melynek székhelye Düsseldorfban található. 1997-ben alapították és minden fuvarozásban-szállítmányozásban részt vevő cég szolgáltatójának tekinti magát. A „Timo“ név a két alapító Jens Thiermann és Jürgen Moorbrink neveinek kezdőbetűiből áll össze.
A TimoCom TC Truck&Cargo® fuvar- és raktérbörze terméke piacvezető Európában.
Az online piactér elvén alapuló szolgáltatás célja az, hogy a kereslet és a kínálat találkozzon. A cég termékei és szolgáltatásai 44 európai országban, 24 nyelven érhetők el.
A düsseldorfi székhelye mellett a TimoCom három további képviselettel rendelkezik Lengyelországban, Csehországban és Magyarországon, illetve két irodával Spanyolországban és Franciaországban.

## Külső hivatkozások
- A TimoCom magyarországi Facebook-oldala
- Hivatalos magyar weboldal